# 그레이 해부학
《그레이 인체 해부학》(Henry Gray's Anatomy of the Human Body)은 헨리 그레이가 집필한 인체 해부학 교과서이다. 초판의 제목은 《해부도와 상세한 설명이 달린 해부학》(Anatomy: Descriptive and Surgical)이었지만, 줄여서 《그레이 해부학》이라 불렀고 후기 판본에서 정식 명칭이 되었다. 《그레이 해부학》은 해부학에 막대한 영향을 준 고전으로, 초판이 발행된 1858년 이래 오늘날까지 계속하여 개정판이 출간되고 있다. 2008년 초판 발행 150주년 기념을 겸한 제40판이 발행되었다.

## 역사

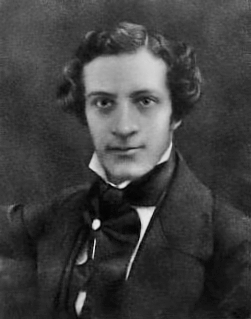
헨리 그레이

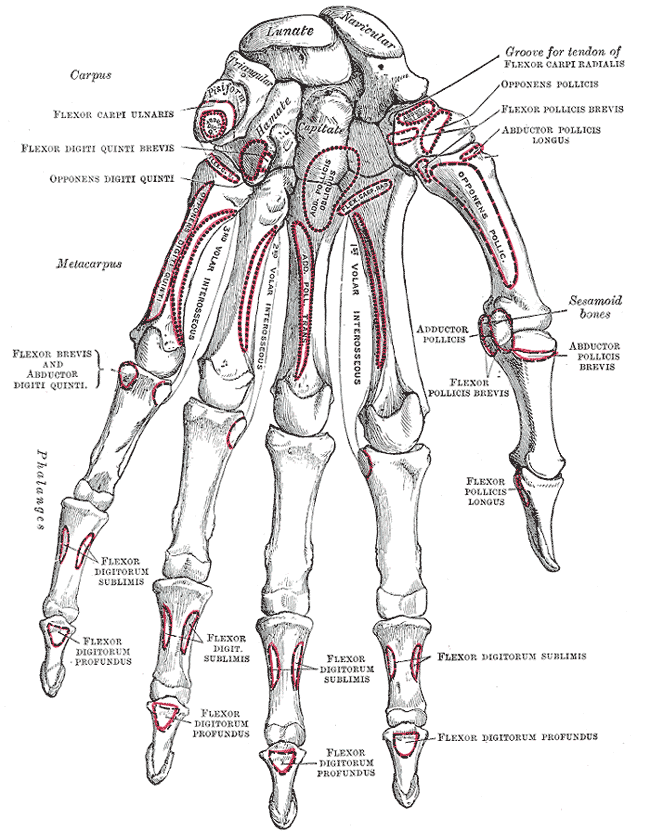
《그레이 해부학》에 실린 손뼈 일러스트레이션

### 초판의 제작
영국의 해부학자 헨리 그레이는 1827년에 태어났다. 내분비기관의 발생과 지라에 대한 연구를 하였고, 1853년 세인트 조지 병원 의과대학의 해부학 교수가 되었다. 1855년 그레이는 동료였던 헨리 반다이크 카터에게 값싸고 실용적인 해부학 교과서를 만들어보자고 제안하였다. 1832년 해부법이 발효된 이후 의과대학은 보다 자유롭게 인체 해부를 할 수 있었고, 두 의사는 이를 바탕으로 검시소와 영안소에서 많은 해부 경험을 쌓을 수 있었다. 그레이와 카터는 책을 만들기로 결심한 뒤 18개월에 걸쳐 책을 만들 기초 자료를 만들었고, 1858년 런던의 출판인 J.W. 파커에 의해 초판이 발행되었다. 그레이는 초판을 스승이었던 벤자민 콜린 브로디 준남작에게 헌정하였다. 초판이 발행된 이듬해인 1859년에는 약간의 개정을 거친 미국판이 발행되었다.
그레이는 1860년 개정 증보판을 출간할 예정이었지만, 천연두에 걸려 사망하였다. 이 때문에 제2판은 파커에 의해 발행되었다. 파커는 제3판까지 출간한 뒤 판권을 롱맨으로 넘겼고, 이후 다시 처칠 리빙스턴 출판사가 판권을 이어받았다.